# Tijani Babangida
Tijani Babangida (Kaduna, 25 de septiembre de 1973) es un exfutbolista nigeriano que se desempeñaba en la posición de extremo. Conocido por su velocidad, su estilo de juego llegó a ser comparado con el del neerlandés Marc Overmars.
Babangida pasó la mayor parte de su carrera en el Ajax de Ámsterdam, aunque en los Países Bajos también vistió la camiseta del Roda JC Kerkrade y VVV-Venlo, ganando la Eredivisie en una ocasión y la Copa de los Países Bajos dos veces. Dichos palmarés los obtuvo en su etapa en Ajax. Tras desvincularse del «ajacieden» en 2000 y pasar por las filas de equipos como Gençlerbirliği S. K. y Ittihad F. C., fichó por el club chino Changchun Yatai en 2003. Anunció su retiro del fútbol un año después.
Con la selección nigeriana disputó la Copa Mundial de Fútbol de 1998, dos ediciones de la Copa Africana de Naciones y los Juegos Olímpicos de Atlanta 1996. Comenzando su carrera internacional en 1994, Babangida perdió su lugar en el seleccionado poco antes de la Copa Mundial de Fútbol de 2002, luego de jugar más de treinta encuentros con el seleccionado y anotar cinco goles.

## Trayectoria

### Comienzos en los Países Bajos
En 1991, a los diecisiete años, abandonó el Niger Tornadoes para firmar con el club neerlandés Roda JC Kerkrade, que le fichó gracias al buen desempeño del nigeriano en los Juegos Panafricanos de ese año. No obstante, se fue a préstamo al VVV-Venlo hasta el final de la temporada. Esa campaña, a pesar de que Babangida anotó tres goles en seis encuentros por liga, VVV-Venlo descendió a la Eerste Divisie. El futbolista permaneció un año más en el equipo. 
En la temporada 1992-93 marcó dieciséis tantos, ayudando así al VVV-Venlo a volver a la Eredivisie. La siguiente campaña regresó al Roda JC Kerkrade, consiguiendo casi de inmediato la titularidad en el equipo. Esa temporada jugó veintinueve partidos por la liga y anotó once goles. Babangida pasó dos campañas más en el Roda JC, y en la Eredivisie 1995-96 se convirtió en el máximo goleador del club esa temporada, con diez goles. En 1995 realizó su debut internacional, marcando un gol en la primera ronda de la Copa de la UEFA sobre Olimpija Ljubljana, la primera participación europea del Roda JC en cinco años. Los neerlandeses vencieron 5:2 al Olimpija Ljubljana, pero perdieron ante Benfica en la segunda ronda. Las sólidas actuaciones de Babangida tanto en el ámbito nacional como internacional provocaron el interés del Ajax de Ámsterdam por el jugador, ya que el entrenador Louis van Gaal buscaba reemplazar el lugar que dejó Finidi George en el club tras su ida al Real Betis de España.

### Ajax de Ámsterdam

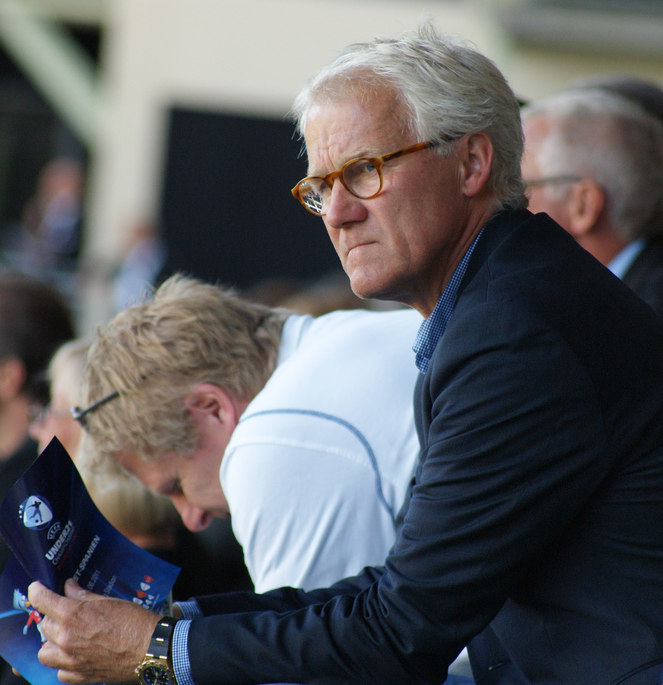
Morten Olsen, entrenador del Ajax desde 1997 hasta 1998, buscaba mejorar el rendimiento del equipo, lo que llevó a que Babangida pierda poco a poco su lugar en la alineación inicial hacia fines de la década de 1990. En la imagen, Olsen fotografiado en 2011.

Babangida se incorporó al Ajax de Ámsterdam en el verano de 1996, luego de que el club pagará cinco millones de euros por su pase. En su primera temporada, jugó veintinueve partidos por la liga y marcó cuatro goles. El nigeriano desempeñó un importante papel en la campaña internacional del Ajax, anotando tres goles en la Liga de Campeones, incluyendo uno al Atlético de Madrid en la prórroga que llevó al Ajax a las semifinales de la competición. Sin embargo, cayeron ante la Juventus de Turín en dicha instancia por un resultado global de 6:2. Tuvo una exitosa segunda temporada en el club, ya que ganaron el título de la liga con una diferencia de treinta y nueve puntos sobre el subcampeón PSV Eindhoven, mientras que sus trece goles en veintiséis partidos le convirtieron en el tercer máximo goleador del conjunto de Ámsterdam, solo por detrás de Shota Arveladze y Jari Litmanen. Esa campaña, también consiguieron alzarse con la Copa de los Países Bajos luego de vencer 5:0 al PSV en la final. Babangida anotó el primer gol de dicho partido en el minuto 24.
Las actuaciones de Babangida comenzaron a decaer a finales de 1998. No pudo disputar el comienzo de la temporada debido a que enfermó de malaria, y con esto fue perdiendo gradualmente su puesto en el equipo. No obstante, jugó los dos primeros encuentros del «Grupo A» de la Liga de Campeones, donde se vieron emparejados ante Olympiacos, Croatia Zagreb y Porto. La campaña internacional fue una decepción, puesto que Ajax finalizó en la última posición del grupo con siete puntos. En total, jugó dieciocho encuentros por la liga esa temporada, de los cuales comenzó solo siete en la alineación inicial. Babangida no disputó la final de la Copa de los Países Bajos, donde el Ajax derrotó al Fortuna Sittard por marcador de 2:0.
Vio menos minutos en la temporada 1999-00, apenas tuvo ocho apariciones en la liga y no disputó un solo encuentro en la primera mitad de la campaña 2000-01. Ajax llegó a un acuerdo con el club turco Gençlerbirliği S. K. para que este se llevara a Babangida a préstamo hasta el final de la temporada.

### Carrera posterior y retiro
Su estancia en Turquía no fue la mejor, y al final del préstamo el Gençlerbirliği S. K. optó por no comprar el pase de Babangida. Buscando no regresar a los Países Bajos, estuvo cerca de fichar por A. J. Auxerroise de Francia, pero recibió una oferta a último momento de Ronald Koeman y accedió a unirse a SBV Vitesse. No obstante, perdió su lugar en el equipo luego de que Koeman saliera del Vitesse para entrenador al Ajax, siendo sustituido por Edward Sturing. Luego firmó un contrato de préstamo por una duración de seis meses con Ittihad F. C. de Arabia Saudita en 2002, donde coincidió con futbolistas como Bebeto y Titi Camara, pero salió del club en noviembre tras desacuerdos con el gestor José Oscar Bernardi. Tiempo después, Babangida regresó al Ajax para continuar negociando la terminación de su contrato con el club.
El 30 de abril de 2003 se anunció que ambas partes habían llegado a un acuerdo y el contrato del jugador finalmente había finalizado. Quedando como agente libre, se unió a las filas del Tianjin Teda de China en el verano del ya mencionado año. El acuerdo, sin embargo, no pudo concretarse debido al brote del síndrome respiratorio agudo grave en el país, y finalmente acabó fichando por el Changchun Yatai. En el club chino jugó dos temporadas, en las cuales disputó veintinueve encuentros y marcó ocho goles. El jugador anunció su retiro del fútbol en 2004.

## Selección nacional

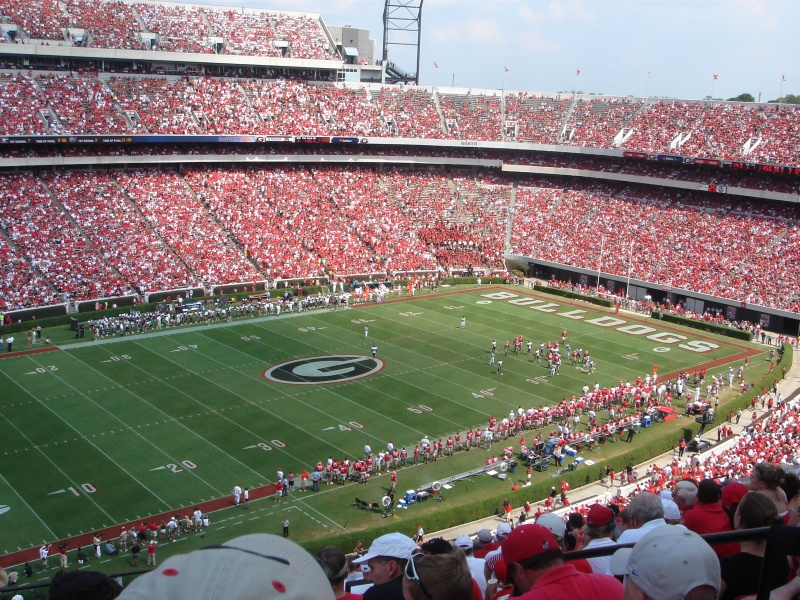
Fue en el Sanford Stadium donde los nigerianos disputaron la final de los Juegos Olímpicos ante Argentina y obtuvieron la medalla de oro.

Fue convocado por primera vez a la selección nigeriana para jugar un amistoso contra Rumania previo a la Copa Mundial de Fútbol de 1994. Luego disputó un amistoso ante Georgia, pero finalmente no fue incluido en la nómina preliminar de jugadores convocados para el Mundial. Su titularidad en el seleccionado nigeriano se vio afectada debido a que compartía el puesto con su compatriota Finidi George. Babangida desempeñó un importante papel en la obtención de la medalla de oro de Nigeria en los Juegos Olímpicos de Atlanta 1996, donde superaron a rivales como Argentina y Brasil, quienes poseían en su formación a jugadores como Dida, Roberto Carlos, Bebeto, Ronaldo, Rivaldo, Hernán Crespo, Ariel Ortega y Diego Simeone, entre otros. Babangida disputó la Copa Mundial de Fútbol de 1998 celebrada en Francia, donde jugó cuatro partidos, el primero como titular y los otros tres entrando desde el banco de suplentes. Anotó el único gol de Nigeria en la derrota por 4:1 frente a Dinamarca por los octavos de final de la competición.
Ya que Nigeria se retiró de la Copa Africana de Naciones 1996 debido a razones políticas y fue descalificada de la edición de 1998, Babangida realizó su debut en esta competición en la Copa Africana de Naciones 2000, donde le anotó dos goles a Sudáfrica en las semifinales del torneo. En la final, se vieron emparejados con Camerún, y tras empatar 2:2 en tiempo regular, fueron derrotados 4:3 en la tanda de penaltis. Jugó los cinco encuentros de su selección a lo largo de la competencia, marcando dos goles. Luego, participó en la clasificación para la Copa Mundial de Fútbol de 2002, y le anotó dos tantos a Ghana en la última fecha de las eliminatorias para sellar el pasaje de Nigeria a la Copa Mundial. Babangida jugó todos los encuentros de Nigeria en la Copa Africana de Naciones 2002, donde obtuvieron el tercer puesto, pero perdió su lugar en el seleccionado justo antes del Mundial, al igual que otros jugadores como  Sunday Oliseh y Finidi George.

### Participaciones en Copas del Mundo
| Mundial                        | Sede    | Resultado        |
| ------------------------------ | ------- | ---------------- |
| Copa Mundial de Fútbol de 1998 | Francia | Octavos de final |

### Participaciones en Copa Africana de Naciones
| Copa                           | Sede            | Resultado    |
| ------------------------------ | --------------- | ------------ |
| Copa Africana de Naciones 2000 | Ghana y Nigeria | Subcampeón   |
| Copa Africana de Naciones 2002 | Malí            | Tercer lugar |

### Participaciones en Juegos Olímpicos
| Copa                     | Sede     | Resultado      |
| ------------------------ | -------- | -------------- |
| Juegos Olímpicos de 1996 | Atalanta | Medalla de oro |

## Estadísticas

### Clubes
La siguiente tabla detalla los encuentros disputados y los goles marcados por Babangida en los clubes que militó.
| VVV-Venlo · Países Bajos                                                                                            | 1991-92             | 6   | 3  | 0 | 0 | 0  | 0 | 6   | 3  |
| VVV-Venlo · Países Bajos                                                                                            | 1992-93             | 28  | 16 | 1 | 0 | 0  | 0 | 29  | 16 |
| VVV-Venlo · Países Bajos                                                                                            | Total               | 34  | 19 | 1 | 0 | 0  | 0 | 35  | 19 |
| Roda JC Kerkrade · Países Bajos                                                                                     | 1993-94             | 29  | 11 | 0 | 0 | 0  | 0 | 29  | 11 |
| Roda JC Kerkrade · Países Bajos                                                                                     | 1994-95             | 20  | 5  | 0 | 0 | 0  | 0 | 20  | 5  |
| Roda JC Kerkrade · Países Bajos                                                                                     | 1995-96             | 29  | 10 | 0 | 0 | 4  | 1 | 33  | 11 |
| Roda JC Kerkrade · Países Bajos                                                                                     | Total               | 78  | 26 | 0 | 0 | 4  | 1 | 82  | 27 |
| Ajax de Ámsterdam · Países Bajos                                                                                    | 1996-97             | 25  | 4  | 1 | 0 | 10 | 3 | 36  | 7  |
| Ajax de Ámsterdam · Países Bajos                                                                                    | 1997-98             | 26  | 13 | 3 | 1 | 4  | 1 | 33  | 15 |
| Ajax de Ámsterdam · Países Bajos                                                                                    | 1998-99             | 18  | 2  | 2 | 0 | 4  | 0 | 24  | 2  |
| Ajax de Ámsterdam · Países Bajos                                                                                    | 1999-00             | 8   | 1  | 0 | 0 | 1  | 0 | 9   | 1  |
| Ajax de Ámsterdam · Países Bajos                                                                                    | 2000-01             | 0   | 0  | 0 | 0 | 0  | 0 | 0   | 0  |
| Ajax de Ámsterdam · Países Bajos                                                                                    | Total               | 77  | 20 | 6 | 1 | 19 | 4 | 102 | 25 |
| Gençlerbirliği S. K. Turquía                                                                                        | 2000-01             | 12  | 2  | 0 | 0 | 0  | 0 | 12  | 2  |
| Gençlerbirliği S. K. Turquía                                                                                        | Total               | 12  | 2  | 0 | 0 | 0  | 0 | 12  | 2  |
| SBV Vitesse · Países Bajos                                                                                          | 2000-01             | 14  | 1  | 2 | 0 | 0  | 0 | 16  | 1  |
| SBV Vitesse · Países Bajos                                                                                          | Total               | 14  | 1  | 2 | 0 | 0  | 0 | 16  | 1  |
| Ittihad F. C. Arabia Saudita                                                                                        | 2002-03             | 5   | 0  | 0 | 0 | 0  | 0 | 5   | 0  |
| Ittihad F. C. Arabia Saudita                                                                                        | Total               | 5   | 0  | 0 | 0 | 0  | 0 | 5   | 0  |
| Changchun Yatai China                                                                                               | 2003                | 9   | 4  | 0 | 0 | 0  | 0 | 9   | 4  |
| Changchun Yatai China                                                                                               | 2004                | 20  | 4  | 0 | 0 | 0  | 0 | 20  | 4  |
| Changchun Yatai China                                                                                               | Total               | 29  | 9  | 0 | 0 | 0  | 0 | 29  | 9  |
| Total en su carrera                                                                                                 | Total en su carrera | 249 | 76 | 9 | 1 | 23 | 5 | 281 | 82 |
| (1) Incluye datos de Copa de los Países Bajos. (2) Incluye datos de Liga de Campeones de la UEFA y Copa de la UEFA. |                     |     |    |   |   |    |   |     |    |

### Selección nacional
La siguiente tabla detalla los encuentros disputados y los goles marcados por Babangida en la selección nigeriana absoluta.
| Nigeria | 1994  | 2  | 0 |
| Nigeria | 1995  | 0  | 0 |
| Nigeria | 1996  | 0  | 0 |
| Nigeria | 1997  | 2  | 0 |
| Nigeria | 1998  | 7  | 1 |
| Nigeria | 1999  | 3  | 0 |
| Nigeria | 2000  | 10 | 2 |
| Nigeria | 2001  | 7  | 2 |
| Nigeria | 2002  | 5  | 0 |
| Total   | Total | 36 | 5 |

### Resumen estadístico
|                       | Encuentros | Goles | Promedio |
| --------------------- | ---------- | ----- | -------- |
| Primera División      | 249        | 76    | 0.30     |
| Copas nacionales      | 9          | 1     | 0.11     |
| Copas internacionales | 23         | 5     | 0.21     |
| Selección de Nigeria  | 36         | 5     | 0.13     |
| Total                 | 317        | 87    | 0.27     |

## Palmarés

### Campeonatos nacionales
| Título                   | Club                 | País           | Año     |
| ------------------------ | -------------------- | -------------- | ------- |
| Eerste Divisie           | VVV-Venlo            | Países Bajos   | 1992-93 |
| Eredivisie               | Ajax de Ámsterdam    | Países Bajos   | 1997-98 |
| Copa de los Países Bajos | Ajax de Ámsterdam    | Países Bajos   | 1997-98 |
| Copa de los Países Bajos | Ajax de Ámsterdam    | Países Bajos   | 1998-99 |
| Copa de Turquía          | Gençlerbirliği S. K. | Turquía        | 2000-01 |
| Liga Profesional Saudí   | Ittihad F. C.        | Arabia Saudita | 2002-03 |

### Copas internacionales
| Título                      | Equipo (*)           | País    | Año  |
| --------------------------- | -------------------- | ------- | ---- |
| Oro en los Juegos Olímpicos | Selección de Nigeria | Nigeria | 1996 |

(*) Incluyendo la selección. 

## Vida privada
Tijani Babangida, a quien en ocasiones le apodaban «T. J.», nació en la ciudad de Kaduna el 25 de septiembre de 1973, en el seno de una familia numerosa. Dos de sus nueve hermanos, Ibrahim y Haruna, también son futbolistas. El primero pasó cinco años en las filas del F. C. Volendam, mientras que Haruna fue llevado a las divisiones inferiores del F. C. Barcelona donde en 1998, a la edad de quince años, debutó con el «equipo B» en un partido amistoso contra el AGOVV Apeldoorn. Babangida se casó con Rabah (de quien luego se divorció), hermana de la esposa del también futbolista Daniel Amokachi. En 2004 abrió un centro comercial en su ciudad natal, y desde su retiro funciona como agente de fútbol.